# 衛生陶器

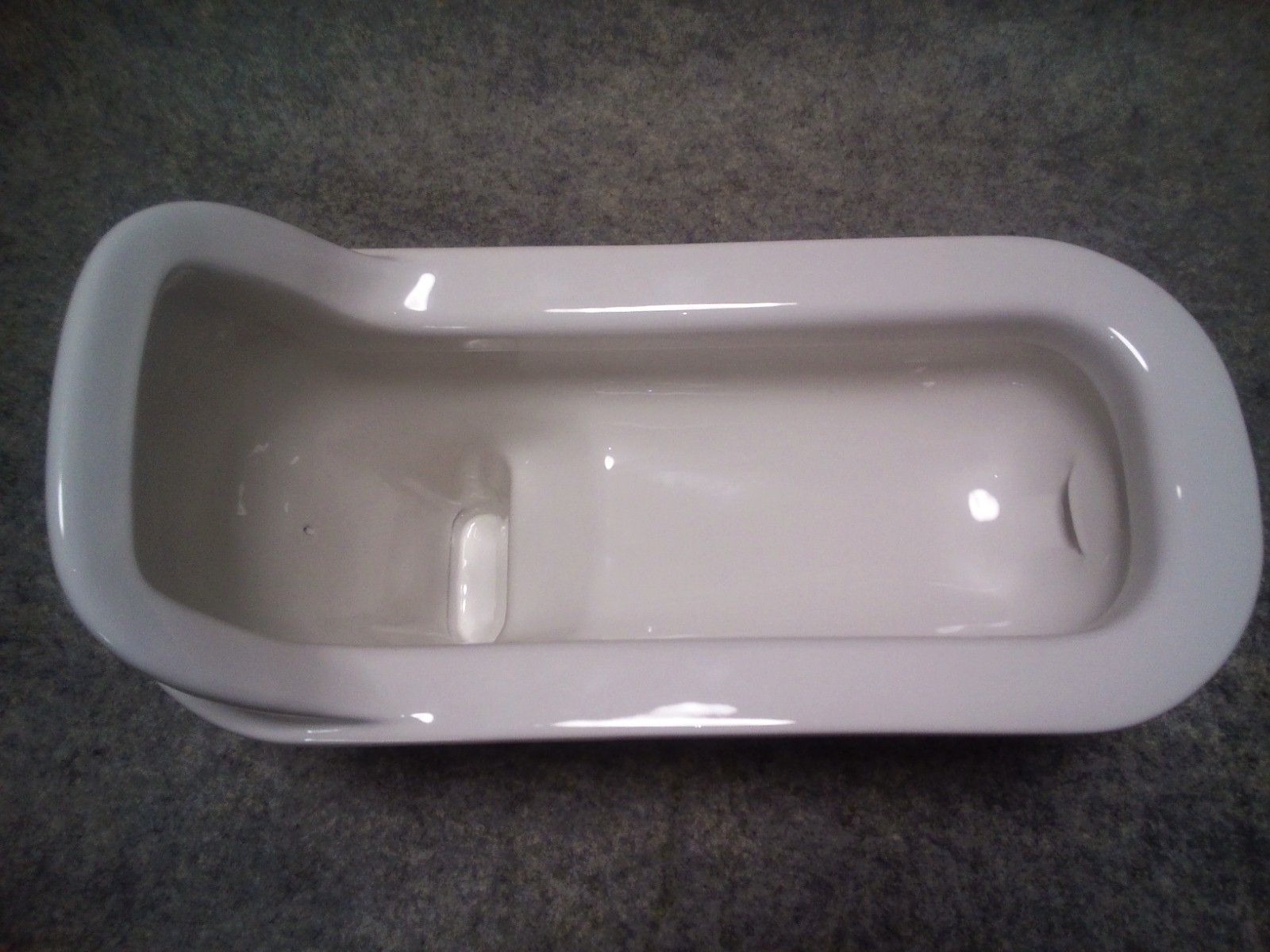
衛生陶器製の和風便器

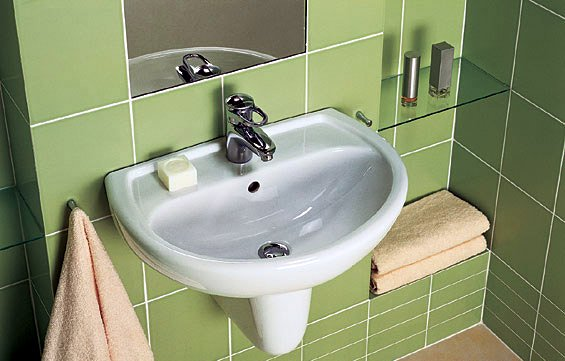
衛生陶器製洗面台

衛生陶器（えいせいとうき）は、浴室や便所など主に水回りに用いられるセラミックス製の器具の総称。具体的には洗面台、便器、浴槽、ビデ、汚物流しなどを指す。
アメリカで発明されたビトレアスチャイナ (vitreous china) という熔化質素地の製品が普及しているが、もとは多孔性の陶器質の素材が使われており「陶器」の呼び名はその名残である。

## 特徴
吸水性がほとんどなく、汚れが付きにくく洗浄が容易、表面硬度が高く傷がつきにくいなどの長所がある反面、衝撃や、熱湯などの高温により破損する場合もある。便器など複雑な形状の製品の製造には、主に石膏や合成樹脂製の鋳型を用いた成形法が用いられる。代替素材としては琺瑯や合成樹脂、ステンレス鋼などがある。

## 歴史
衛生陶器は19世紀中期にイギリスで開発され、19世紀後期にかけてアメリカで技術が確立された。日本では幕末に、以前の木製便器を模した陶製便器の生産が始まった。
衛生陶器は、明治時代末期ごろに百木三郎が英語の “sanitary wares” を直訳して名付けるまで、名前が無く生産もされていなかった。その後、1912年（明治45年）1月に大倉孫兵衛、和親父子によって日本陶器合名会社内に大倉製陶研究所（現・TOTO）が設立され、製造方法が確立された。さらに1914年（大正3年）8月には、製陶研究所が大阪の浜田商店へ水洗式小便器と大便器、洗面器を納入した。これは、本国初の国産衛生陶器だったといわれている。
衛生陶器には陶器質素地が使用されていたが、1920年代にアメリカでビトレアスチャイナ (vitreous china) という熔化質素地が発明され一般的に利用されるようになった。日本には昭和初期頃に技術導入され、日本産業規格 (JIS A 5207) に品質が規定されている。